# Campionati europei di atletica leggera 2018 - Salto con l'asta maschile
Il concorso del salto con l'asta maschile ai campionati europei di atletica leggera 2018 si è svolto il 10 e 12 agosto 2018.

## Podio
| Oro     | Armand Duplantis Svezia                    |
| Argento | Timur Morgunov Atleti Neutrali Autorizzati |
| Bronzo  | Renaud Lavillenie Francia                  |

## Record
Prima di questa competizione, il record del mondo (RM), il record europeo (EU) ed il record dei campionati (RC) erano i seguenti:
| Record                | Prestazione | Atleta                    | Data                               | Competizione |
| --------------------- | ----------- | ------------------------- | ---------------------------------- | ------------ |
| Record mondiale       | 6,16        | Renaud Lavillenie Francia | 15 febbraio 2004 Donec'k, Ucraina  |              |
| Record europeo        | 6,16        | Renaud Lavillenie Francia | 15 febbraio 2004 Donec'k, Ucraina  |              |
| Record dei campionati | 6,00        | Rodion Gataullin Russia   | 11 agosto 1994 Helsinki, Finlandia | Europei 1994 |

## Risultati

### Qualificazione
Si qualificano alla finale gli atleti che saltano 5,66 m (Q) o le dodici migliori misure (q).
| Pos. | Gruppo | Atleta                    | Nazionalità                 | 5,16 | 5,36 | 5,51 | 5,61 | Risultato | Note                          |
| ---- | ------ | ------------------------- | --------------------------- | ---- | ---- | ---- | ---- | --------- | ----------------------------- |
| 1    | A      | Axel Chapelle             | Francia                     | –    | o    | o    | o    | 5,61      | q                             |
| 1    | A      | Sondre Guttormsen         | Norvegia                    | –    | o    | o    | o    | 5,61      | q                             |
| 1    | B      | Renaud Lavillenie         | Francia                     | –    | –    | o    | o    | 5,61      | q                             |
| 1    | B      | Piotr Lisek               | Polonia                     | –    | o    | o    | o    | 5,61      | q                             |
| 1    | B      | Paweł Wojciechowski       | Polonia                     | –    | o    | o    | o    | 5,61      | q                             |
| 6    | A      | Armand Duplantis          | Svezia                      | –    | –    | xo   | o    | 5,61      | q                             |
| 6    | A      | Konstadínos Filippídis    | Grecia                      | –    | xo   | o    | o    | 5,61      | q                             |
| 6    | B      | Adam Hague                | Gran Bretagna               | o    | xo   | o    | o    | 5,61      | q                             |
| 9    | B      | Arnaud Art                | Belgio                      | xo   | o    | o    | xxo  | 5,61      | q                             |
| 9    | A      | Timur Morgunov            | Atleti Neutrali Autorizzati | –    | o    | xo   | xxo  | 5,61      | q                             |
| 11   | A      | Alioune Sene              | Francia                     | o    | o    | o    | xxx  | 5,51      | q                             |
| 11   | B      | Claudio Stecchi           | Italia                      | –    | o    | o    | xxx  | 5,51      | q                             |
| 13   | A      | Tommi Holttinen           | Finlandia                   | xo   | x–   | o    | xxx  | 5,51      | Miglior prestazione personale |
| 13   | B      | Torben Laidig             | Germania                    | xxo  | o    | o    | xxx  | 5,51      |                               |
| 15   | A      | Bo Kanda Lita Baehre      | Germania                    | o    | xo   | xxo  | xxx  | 5,51      |                               |
| 16   | A      | Vladyslav Malykhin        | Ucraina                     | xxo  | o    | xxo  | xxx  | 5,51      |                               |
| 17   | B      | Eirik Greibrokk Dolve     | Norvegia                    | o    | o    | xxx  |      | 5,36      |                               |
| 17   | B      | Georgiy Gorokhov          | Atleti Neutrali Autorizzati | –    | o    | xxx  |      | 5,36      |                               |
| 17   | A      | Urho Kujanpää             | Finlandia                   | o    | o    | xxx  |      | 5,36      |                               |
| 17   | A      | Charlie Myers             | Gran Bretagna               | o    | o    | xxx  |      | 5,36      |                               |
| 17   | B      | Tomas Wecksten            | Finlandia                   | o    | o    | xxx  |      | 5,36      |                               |
| 22   | B      | Mareks Ārents             | Lettonia                    | xo   | o    | xxx  |      | 5,36      |                               |
| 22   | B      | Ivan Horvat               | Croazia                     | xo   | o    | xxx  |      | 5,36      |                               |
| 22   | B      | Nikandros Stylianou       | Cipro                       | xo   | o    | xxx  |      | 5,36      |                               |
| 25   | B      | Uladzislau Chamarmazovich | Bielorussia                 | o    | xo   | xxx  |      | 5,36      |                               |
| 25   | B      | Diogo Ferreira            | Portogallo                  | o    | xo   | xxx  |      | 5,36      |                               |
| 25   | A      | Jan Kudlička              | Rep. Ceca                   | –    | xo   | xxx  |      | 5,36      |                               |
| 25   | A      | Robert Sobera             | Polonia                     | –    | xo   | xxx  |      | 5,36      |                               |
| 29   | B      | Didac Salas               | Spagna                      | xxo  | xo   | xxx  |      | 5,36      |                               |
| 30   | A      | Dominik Alberto           | Svizzera                    | xo   | xxx  |      |      | 5,16      |                               |
| 31   | A      | Rutger Koppelaar          | Paesi Bassi                 | xxo  | xxx  |      |      | 5,16      |                               |
|      | A      | Ben Broeders              | Belgio                      | xxx  |      |      |      | nm        |                               |
|      | B      | Raphael Holzdeppe         | Germania                    | –    | –    | xxx  |      | nm        |                               |
|      | A      | Ilya Mudrov               | Atleti Neutrali Autorizzati | –    | xxx  |      |      | nm        |                               |
|      | B      | Melker Svärd Jacobsson    | Svezia                      | –    | xxx  | xxx  |      | nm        |                               |
|      | A      | Adrián Vallés             | Spagna                      | xxx  |      |      |      | nm        |                               |

### Finale
| Pos.    | Atleta                 | Nazionalità                 | 5,30 | 5,50 | 5,65 | 5,75 | 5,80 | 5,85 | 5,90 | 5,95 | 6,00 | 6,05 | Risultato | Note                                     |
| ------- | ---------------------- | --------------------------- | ---- | ---- | ---- | ---- | ---- | ---- | ---- | ---- | ---- | ---- | --------- | ---------------------------------------- |
| Oro     | Armand Duplantis       | Svezia                      | –    | o    | o    | –    | xo   | o    | o    | o    | o    | o    | 6,05      | ,                                        |
| Argento | Timur Morgunov         | Atleti Neutrali Autorizzati | –    | o    | o    | o    | –    | o    | o    | x–   | o    | xxx  | 6,00      | Miglior prestazione personale            |
| Bronzo  | Renaud Lavillenie      | Francia                     | –    | –    | o    | –    | xx–  | o    | –    | o    | x–   | xx   | 5,95      | =                                        |
| 4       | Piotr Lisek            | Polonia                     | –    | o    | –    | o    | o    | x–   | o    | x–   | xx   |      | 5,90      | Miglior prestazione personale            |
| 5       | Paweł Wojciechowski    | Polonia                     | o    | o    | xo   | x–   | o    | x–   | –    | xx   |      |      | 5,80      | Miglior prestazione personale stagionale |
| 6       | Konstadínos Filippídis | Grecia                      | –    | o    | xo   | o    | xxx  |      |      |      |      |      | 5,75      |                                          |
| 6       | Sondre Guttormsen      | Norvegia                    | o    | o    | xo   | o    | xx–  | x    |      |      |      |      | 5,75      | Record nazionale                         |
| 8       | Axel Chapelle          | Francia                     | –    | o    | o    | xxx  |      |      |      |      |      |      | 5,65      |                                          |
| 9       | Arnaud Art             | Belgio                      | o    | xo   | o    | xxx  |      |      |      |      |      |      | 5,65      |                                          |
| 10      | Adam Hague             | Gran Bretagna               | o    | o    | xxo  | xxx  |      |      |      |      |      |      | 5,65      | Miglior prestazione personale            |
| 11      | Claudio Stecchi        | Italia                      | o    | o    | xxx  |      |      |      |      |      |      |      | 5,50      |                                          |
| 12      | Alioune Sene           | Francia                     | xo   | xxx  |      |      |      |      |      |      |      |      | 5,30      |                                          |